# Boeing 2707

Boeing hade lika ambitiösa planer samt statligt stöd som Tupolev Tu-144 och Concorde att tillverka ett överljudsplan för passagerartrafik under sent 1960-tal och tidigt 1970-tal, men insåg att marknaden var begränsad på grund av bränsleförbrukningen och ljudbangar vilket begränsade användningsområdet till huvudsakligen flygturer i överljudsfart över hav, så Boeing skrotade sitt förslag Boeing SST 2707 före testflygningen. Den stora skillnaden gentemot dess europeiska motsvarigheter var att huvudvingarna skulle vara utfällbara för att garantera stabilare flygning vid lägre hastigheter, Tu-144 har utfällbara stödvingar i främre delen av planet och Concorde inte alls.

## Källhänvisningar